# 楊忠衡
楊忠衡（1963年12月28日—）活躍台灣的藝文工作者，曾從事報章樂評工作、雜誌總編輯、唱片製作人、表演節目製作人、編劇、作詞、及其他文字工作。主要以音樂時代劇場為活動中心，2009年應廣達電腦董事長林百里之邀擔任廣藝基金會執行長。2010年應邀擔任數位藝術基金會董事。2013年擔任聯合國教科文組織國際戲劇協會台灣中心董事（Taiwanese Centre of ITI）。2020年至2022年出任新竹市文化局演藝廳藝術總監。2023年擔任樂賞音樂教育基金會董事。

## 經歷
著有《朱絃獨彈》、《最受歡迎的古典名曲》兩集、《李泰祥的生平與創作》、《十大管弦樂團》、《古典六小時通》、《發現貝多芬》、《黃土地上的貝多芬─林克昌回憶錄》（時報出版，與陳效真合著）、《歌劇魅影─解讀面具與歌劇背後的魔幻世界》等書，譯有《大指揮家列傳》，編有《音樂時代唱片購買指南》。長期在中國時報、聯合報、工商時報、自由時報、明日報、《時報週刊》、《表演藝術》、《文化快遞》、《新新聞》、北京《愛樂》、《留聲機雜誌》…等報章雜誌撰寫專欄或樂評，並不定期擔任廣電節目、座談會主持人。多次應邀擔任包括金曲獎、行政院新聞局優秀出版品補助、中正文化中心年度新秀、文建會扶植藝文團隊、國藝會國家文藝獎、台新銀行文化藝術基金會台新藝術獎、台北愛樂文教基金會、文建會福爾摩沙藝術節、數位藝術中心表演獎…評審或委員，曾應香港中樂團、高雄市國樂團、香港國際演藝評論家協會之邀，出席音樂研習會並發表論文。

## 作品及活動
發行唱片《琴緣一生》（入圍1998年金曲獎最佳古典唱片）、製作唱片林克昌指揮俄羅斯國家管弦樂團演奏柴科夫斯基交響曲集（獲1999年金曲獎最佳古典唱片演奏獎、最佳古典唱片製作人獎）。《天方夜譚》入圍2001年金曲獎最佳演奏人獎。音樂劇唱片《梁祝》（辛曉琪、王柏森主演）入圍2004年金曲獎最佳跨界音樂獎。以音樂劇唱片《隔壁親家》〈夾在書頁裡的信〉入圍2010年金曲獎最佳作詞人獎。
現經常擔任表演節目製作人、藝術總監、編劇、作詞，策辦有普音文化《霜降之歌》、《花嚴之歌》合唱交響詩發表會。2002年起開始從事音樂舞台劇之創作，2003年擔任音樂劇《梁祝》藝術總監暨編劇（九月於國家戲劇院發表）、2006年擔任音樂劇《世紀回眸─宋美齡》藝術總監暨編劇（十二月發表於國父紀念館）。2007年擔任音樂劇《四月望雨》藝術總監暨編劇、作詞（六月於國父紀念館發表）。2008年擔任音樂史詩《永恆的原鄉》藝術總監暨作詞（三月於國父紀念館發表）。2009年擔任音樂劇《隔壁親家》藝術總監暨編劇、作詞（八月於國家戲劇院發表）。2010年擔任音樂劇《渭水春風》藝術總監暨編劇、作詞（九月於國家戲劇院發表）。2010年擔任音樂劇《美麗的錯誤》藝術總監暨編劇（十二月於廣藝廳發表）。2012年擔任音樂劇《東區卡門》藝術總監暨編劇（四月於台北國父紀念館發表）。2013年擔任音樂劇《少年台灣》藝術總監暨編劇（十月於南海劇場發表）。2014年擔任音樂劇《天天想你》藝術總監（六月於高雄春天藝術節至德堂發表）。2016年擔任音樂劇《徵．信》藝術總監暨編劇（與大陸中演集團合製，元月於廈門閩南大戲院首演）。2016年擔任音樂劇《舊情綿綿》藝術總監（九月於基隆文化中心首演）

## 重要生平
楊忠衡在與音樂有關的各領域活躍，自稱是音樂革命者，展現實踐家精神。他說他不是「古典樂迷」，而是「想為華人音樂前途點起一盞火苗」。建國中學畢業後，考上清華大學核子工程系，大三那年劉岠渭教授在清華大學開課，對他的思想產生相當大的影響，從而決定未來人生發展方向。「我從高中聽了無數西方古典樂曲之後，產生一種自省，不斷思考中國音樂未來在哪裡？十八歲就以發展國人創作為己任。」
大四下學期向姊姊借了一筆微薄資金，在新竹清大與交大之間，開設一家由學生自行經營的唱片行「黃自樂坊」，展開音樂事業第一步。歷經入伍、退伍，「黃自樂坊」開開關關、遷移轉手共13次。1990年有感於希望參與音樂媒體事業，加入劉漢盛經營的「音響論壇」雜誌社，歷任執行編輯和副總編輯。
1993年由黃志全引薦進入中國時報擔任文化中心記者，任職期間持續寫作「責任樂評」，直接而尖銳的文筆雖一度引起爭議，但首開90年代台灣報紙媒體音樂乃至表演評論風氣之先。之後又經常以半版的「藝術版」大篇幅，撰寫各類音樂專題，受樂壇矚目。
1994年離開中國時報，進入「音樂生活」雜誌擔任總編輯，隨後因理念不合離開，同年10月以創業貸款創辦「音樂時代」雜誌。該雜誌除報導唱片市場之外，也標榜報導、評論當時華人音樂環境為訴求。首創與北京、上海、香港樂評人聯線，報導海峽兩岸三地樂壇生態、表演評論，影響所及，帶動大陸早期音樂評論風氣，並刺激新生代中國樂評人。代表怍者包括徐昭宇、曹永坤、邱瑗、樊慰慈、陳郁秀、李茶、聞天祥…等，香港樂評家劉靖之、周凡夫、大陸趙世民、劉偉、倫兵…等，並與中國《愛樂》、《音樂愛好者》雜誌取得交流聯繫。
此外也擔任唱片製作人，1997年應李宗盛之邀加入滾石唱片，成立「音樂時代」品牌，曾為有「中國卡拉揚」美譽的指揮家林克昌指揮俄羅斯國家管弦樂團（RNO）錄製柴科夫斯基第四、五、六號交響曲，為台灣樂壇首創。此套唱片於1999年金曲獎贏得六項提名，並贏得最佳古典唱片製作人獎、最佳演奏者獎。
1997年之後，因為燒錄、mp3和網路下載盛行，唱片業遭遇經營危機，致使唱片類雜誌全數關門。「音樂時代」於2000年轉手年代資訊，但於同年停刊。
2000年後，楊忠衡歷任時周多媒體《新朝藝術》副總編輯、普音文化《新原人》雜誌總編輯，並開始參與舞台表演工作。2000年承辦滾石唱片主辦的《阿牛雲國歷險記》音樂會。之後參與大風音樂劇場製作的兒童音樂劇《睡美人》（2000年）、《胡桃鉗》（2001年）等，擔任音樂總監或作詞人。
2003年在中正文化中心支持下，發表第一部原創音樂劇《梁祝》（辛曉琪、王柏森音演，鍾耀光作曲），從此跨入音樂劇藝術總監、劇場經營者事業。他說：「音樂劇的自由性可以讓對音樂有潛能的人發揮參與。如同西方音樂史，歌劇是百樂之源，它一方面可以吸引大量觀眾，一邊又培養出各種領域的劇場表演者。我希望音樂劇對華人音樂也能發揮同樣的力量。」2008年與房樹孝共同創立音樂時代劇場，連續推出「台灣音樂劇三部曲」《四月望雨》、《隔壁親家》、《渭水春風》，在各地上演均贏得好評，使以本地母語、本地音樂素材創作的台灣音樂劇，在2010年後一時成為主流。2011年11月《渭水春風》受文建會之邀於全台舉行巡演，並成為三大戶外表演好戲之一，於台中圓滿劇場演出兩場。2012年4月推出改變風格的都會愛情音樂劇《東區卡門》於台北國父紀念館演出五場。2013年得到美學大師蔣勳授權，將其散文集《少年台灣》改編為音樂劇，於國立臺灣藝術教育館南海劇場演出12場，並入圍當季台新藝術獎。
2010年應廣達電腦董事長林百里之邀成立廣藝基金會，以推廣華人表演藝術為職志，推出三大策略：鼓勵本土創作、結合科技與表演藝術、促進兩岸交流。重要事蹟有：開辦「委託創作」業務、連續三年承辦中華民國文化部「結合科技與表演藝術旗艦計畫」、與台北數位藝術中心合辦「數位藝術表演獎」、創辦兩岸小劇場表演藝術節、提出「廣藝靚樂」計畫鼓勵台灣音樂新風潮。

## 外部連結
- 楊忠衡樂譚 （页面存档备份，存于）
- 楊忠衡樂譚Facebook （页面存档备份，存于）
- 「音樂時代劇場」官方網站 （页面存档备份，存于）
- 《梁祝》網頁
- 《世紀回眸─宋美齡》網頁
- 《四月望雨》網頁
- 《隔壁親家》網頁
- 《渭水春風》網頁
- 《東區卡門》網頁